# Osadné
Osadné (bis 1948 slowakisch „Telepovce“; ungarisch Telepóc) ist eine kleine Gemeinde im Okres Snina (Prešovský kraj) im äußersten Osten der Slowakei mit 138 Einwohnern (Stand 31. Dezember 2024) und liegt in der traditionellen Landschaft Zemplín. 

## Geographie

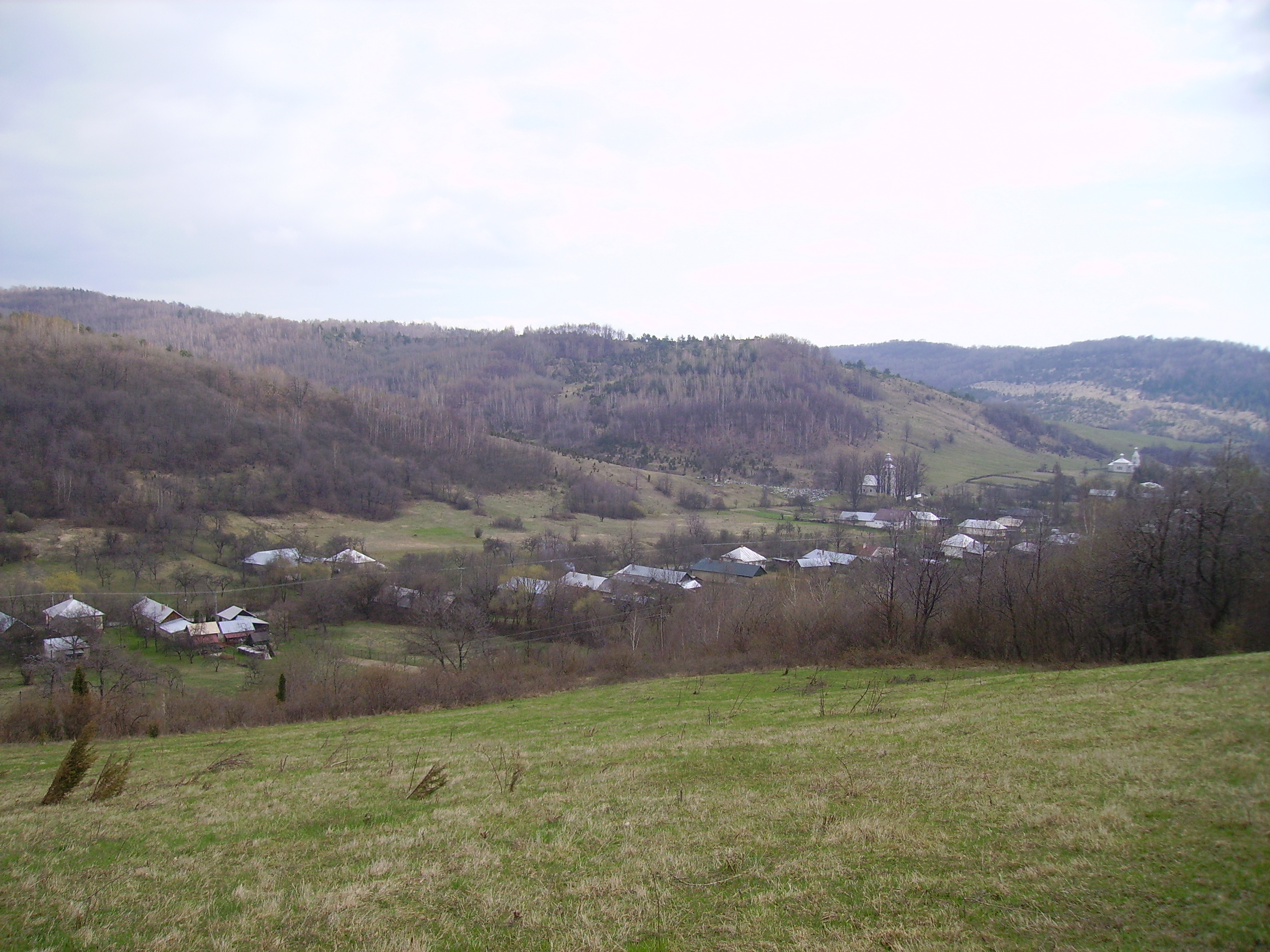
Blick auf den Ort

Die Gemeinde befindet sich in den Niederen Beskiden, fast genau zwischen dem Bergland Laborecká vrchovina und dem Gebirge Bukovské vrchy. Durch das Dorf fließt der Bach Udava, der am Hauptkamm an der polnischen Grenze entspringt und zum Flusssystem Laborec gehört. Das Ortszentrum liegt auf einer Höhe von 394 m n.m. und ist 18 Kilometer von Snina entfernt.

## Geschichte
Der Ort wurde zum ersten Mal 1542 schriftlich erwähnt und gehörte zum Herrschaftsgut von Humenné, im 17. Jahrhundert dem Geschlecht Szirmay. 1639 ist der Name Telepouz verzeichnet. 1787 zählte man 60 Häuser und 512 Einwohner, 1828 80 Häuser und 592 Einwohner.
Bis 1918 gehörte der im Komitat Semplin liegende Ort zum Königreich Ungarn und kam danach zur Tschechoslowakei beziehungsweise heute Slowakei.

## Bevölkerung
| Jahr                | 1994 | 2004     | 2014     | 2024     |
| ------------------- | ---- | -------- | -------- | -------- |
| Anzahl der Personen | 248  | 214      | 170      | 138      |
| Unterschied         |      | −13,70 % | −20,56 % | −18,82 % |

| Jahr                | 2023 | 2024    |
| ------------------- | ---- | ------- |
| Anzahl der Personen | 140  | 138     |
| Unterschied         |      | −1,42 % |

Nach der Volkszählung 2011 wohnten in Osadné 189 Einwohner, davon 106 Slowaken, 80 Russinen, zwei Tschechen und ein Russe. 102 Einwohner bekannten sich zur orthodoxen Kirche, 52 Einwohner zur griechisch-katholischen Kirche, 12 Einwohner zur römisch-katholischen Kirche und je ein Einwohner zur apostolischen Kirche und tschechoslowakisch-hussitischen Kirche. Zwei Einwohner waren konfessionslos und bei 18 Einwohnern ist die Konfession nicht ermittelt.
Ergebnisse nach der Volkszählung 2001 (233 Einwohner):
| Nach Ethnie: - 70,82 % Slowaken - 24,89 % Russinen - 3,43 % Ukrainer - 0,43 % Tschechen | Nach Konfession: - 56,65 % orthodox - 39,48 % griechisch-katholisch - 3,43 % römisch-katholisch - 0,43 % tschechoslowakisch-hussitisch |

## Sehenswürdigkeiten

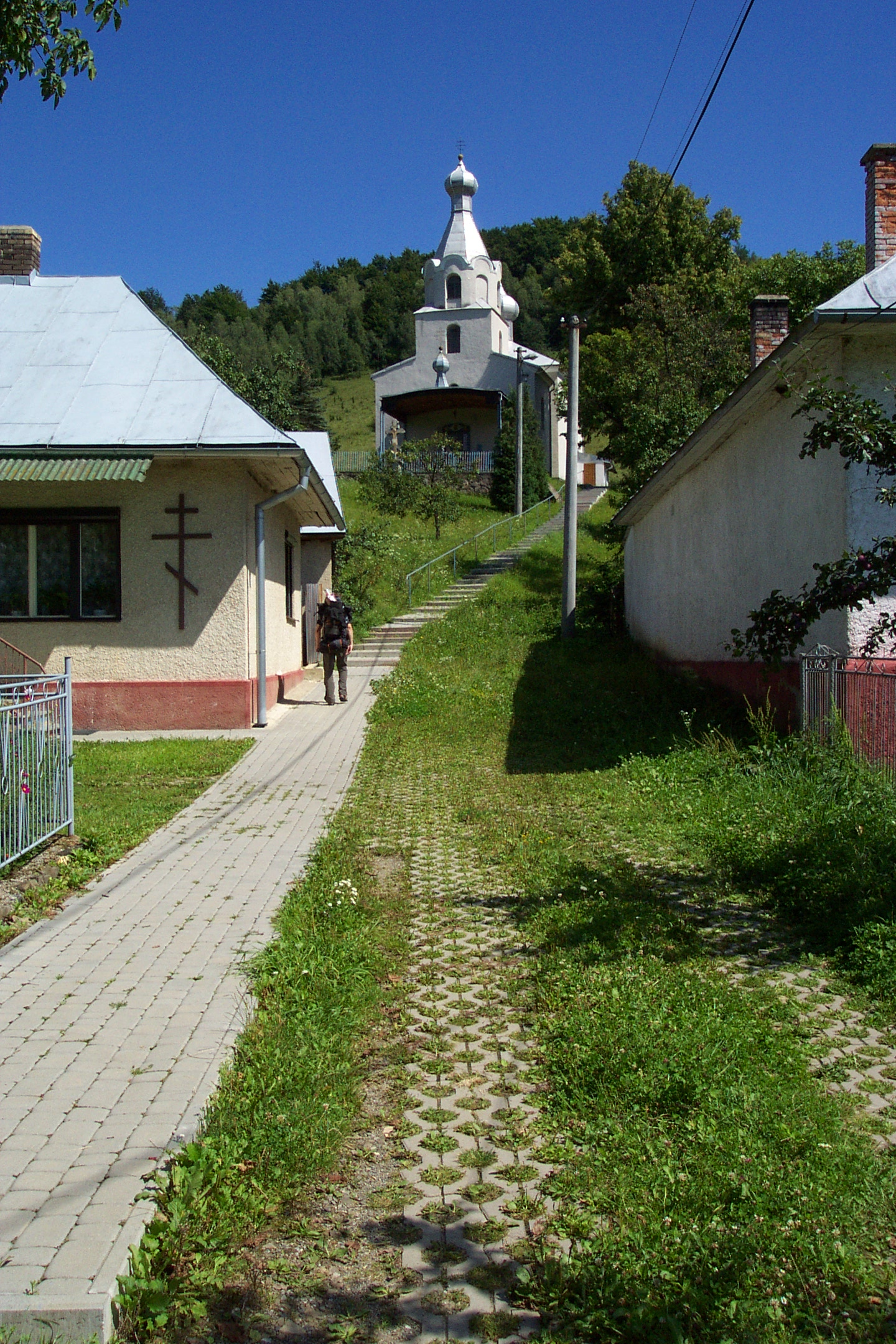
Orthodoxe Kirche

- griechisch-katholische Kirche im klassizistischen Stil aus dem Jahr 1792
- orthodoxe Kirche Himmelfahrt des Herrn (Chrám Voznesenija Hospodinovho) aus dem Jahr 1930. In der Krypta befinden sich Überreste von 1.025 Soldaten aus dem Ersten Weltkrieg.